# Agua potable y saneamiento en el Perú
El sector de agua potable y saneamiento del Perú es desarrollado e históricamente subsidiado por el Estado peruano. Además, se encuentra fiscalizado por la Superintendencia Nacional de Servicios y Saneamiento.
Se han logrado importantes avances en las últimas décadas del siglo XX y la primera y segunda del siglo XXI. Destacaron el aumento del acceso de agua potable del 30% al 62% ocurrido entre los años 1980 al 2004 y el incremento del acceso de saneamiento del 9% al 30% entre los años 1985 al 2004 en las áreas rurales. Asimismo, se han logrado avances en la desinfección del agua potable y el tratamiento de aguas hervidas.
Sin embargo, quedan muchos retos en el sector, tal como:
- Insuficiente cobertura de servicios;
- Mala calidad de la prestación de servicios que pone en riesgo la salud de la población;
- Deficiente sostenibilidad de los sistemas construidos;
- Tarifas que no permiten cubrir los costos de inversión, operación y mantenimiento de los servicios;
- Debilidad institucional, financiera.
- Y recursos humanos en exceso, poco calificados y con alta rotación, debido a los gobiernos entrantes y salientes.

## Acceso
| Sector       | Sector                  | Urbano (72% de la población) | Rural (26% de la población) | Total |
| ------------ | ----------------------- | ---------------------------- | --------------------------- | ----- |
| Agua potable | Definición amplia       | 89%                          | 65%                         | 83%   |
| Agua potable | Conexiones domiciliares | 82%                          | 39%                         | 71%   |
| Saneamiento  | Definición amplia       | 74%                          | 33%                         | 63%   |
| Saneamiento  | Alcantarillado          | 67%                          | 7%                          | 52%   |

En el año 2004, la población total del Perú fue de 27.5 millones de habitantes, de los cuales el 71% residió en el área urbana y el 29% en el área rural. La cobertura de servicios de agua potable fue de 76% y saneamiento de 57%. En lo que respecta, a las áreas urbanas la cobertura fue de 81% en agua y 68% en saneamiento. Por otro lado, en las áreas rurales, donde vive un 27% de la población, la cobertura de agua potable fue de 62% y saneamiento de 30%.

## Calidad de servicio

### Continuidad del servicio de agua
En las áreas urbanas el promedio de servicio continuo de agua potable fue de 18 horas al día en 2007, para el 2020 las horas ya se han cubierto prácticamente las 24 horas diarias de agua. Solamente dos empresas prestadoras de servicios en el Perú tuvieron un servicio continuo en 2007, EMSAPA YAULI y EMAQ S.R.LTDA. Eso significa una mejoría comparado al año 1997 cuando el promedio servicio continuo fue de 13 horas. En áreas rurales el promedio fue de 18 horas y en áreas urbanas de 12 horas. En las Regiones de la costa fue de 8 horas, de la selva y sierra de 18 horas y de Lima Metropolitana de 10 horas. En 2007 en Lima Metropolitana el servicio era de 21 horas el día, actualmente ya se ha cubierto para 2020 las 24 horas diarias exceptuando ciertas zonas de Lima.
Según El Comercio, Sedapal reportó 130 mil horas de corte de agua en Lima durante los años 2022 y 2023.

### Desinfección
En áreas urbanas las 43 empresas que prestaron información cumplieron con los niveles de cloro residual en las redes. Son muy raros los casos de ausencia de cloro en las redes de distribución de agua. 
Sin embargo, el problema principal se presenta en el ámbito rural; de una muestra de 1630 sistemas analizados, el 59% no desinfecta al agua por carecer de sistemas o insumos necesarios, actualmente estos números han crecido, pero no llegan ni al 70%. Considerando que en localidades con menos de 2000 habitantes se tiene alrededor de 11 800 sistemas, se puede concluir que cerca de 7000 en el ámbito rural no contaría con sistemas de desinfección.
En el año 2000 el porcentaje de sistemas de abastecimiento de agua potable que usaron la desinfección fue del 80% en áreas urbanas. Otra fuente estima que solamente la mitad del agua distribuida en pequeñas redes privadas en áreas urbanas recibe algún tipo de desinfección.

### Tratamiento de aguas negras
La cobertura de tratamiento de aguas servidas se estimó en 27% a nivel nacional en el año 2007, y para el 2020 en 45%. Es decir que casi las tres cuartas partes de las aguas residuales generadas no recibieron ningún tipo de tratamiento previo a su disposición final, lo cual representa un serio problema de contaminación al medio ambiente. La cobertura de tratamiento de aguas residuales en el año 1997 fue de un 13%. En el año 2005 solamente dos empresas trataron todas sus aguas negras, entre ellas la empresa de la Provincia de Marañón.
La gran mayoría de las aguas residuales del área metropolitana de Lima-Callao se descargan sin tratamiento al mar, resultando en una fuerte contaminación de las playas. El Banco Japonés de Cooperación Internacional (JBIC) acordó un préstamo para el saneamiento de Lima-Callao en el año 1997, pero las obras ejecutaron. Dos plantas de tratamiento de aguas residuales en Taboada y La Chira con una capacidad de 2 millones de metros cúbicos por día estuvieron en el proceso de licitación en 2010. Está planificada la reutilización de parte de las aguas residuales tratadas para espacios verdes en Lima. Ya existen varias experiencias de reutilización de aguas residuales tratadas o no tratadas para el riego de espacios verdes y en agricultura urbana, las cuales han sido inventariados en un estudio.
En 2025, la Dirección General de Salud Ambiental (Digesa) advertía de la presencia de coliformes fecales en el agua de consumo humano, pero ocultó el informe al respecto.

## Recursos hídricos
El agua superficial disponible en el Perú es abundante, constituyendo un gran potencial. No obstante, los factores que afectan el clima del país originan una gran variedad y discontinuidad del recurso del agua a través del tiempo. La pérdida de la calidad del agua es crítica en algunas regiones del país y se debe fundamentalmente a la contaminación por afluentes provenientes de las actividades productivas de la industria, sobre todo la industria minero-metalúrgica, y por los desechos domésticos y agroquímicos, que afectan fuentes de abastecimiento de agua y ponen en riesgo la salud de la población.
Desde los años 80 del siglo XX se discuten varios anteproyectos de una Ley General de Aguas para el manejo de recursos hídricos, Finalmente en el 2010 se aprobó la ley de recursos hídricos.

## Uso de agua
En el año 2005, se estimó una producción promedio de 259 litros/habitante/día en áreas urbanas, lo cual representó una disminución del 26% desde el año 1997, cuando la producción estaba estimada en 352 litros/habitante/día. 
Probablemente esta disminución se debió al aumento del 24% al 47% en la micromedición durante el período (1997-2005) y al aumento en las tarifas (véase sección tarifas). Sin embargo, la dotación actual es bastante alta para el nivel de desarrollo económico de las ciudades en el Perú. Por lo tanto, no es admisible que con los niveles altos de producción, en la mayoría de localidades, se presenten problemas de intermitencia en el servicio. El uso de agua es mucho menos de este nivel a causa de pérdidas de distribución: Se estimó a 165 litros/cápita/día en 2007. En áreas rurales el uso de agua es mucho menos alto.

## Devenir histórico institucional
El marco institucional del sector de agua potable y saneamiento ha sufrido de muchos cambios sucesivos durante las últimas décadas, con ciclos de centralización y de descentralización, sin lograr una mejora calidad de servicios.

### Años 1960: Una estructura municipal
Al principio de los años 60 los municipios tenían la responsabilidad de brindar el servicio de agua y saneamiento en el Perú. Sin embargo, para la mayoría de las ciudades esta responsabilidad se transfirió al Ministerio de Vivienda durante los años 60 del siglo XX. En el ámbito rural, las inversiones se realizaban a través del Ministerio de Salud Pública y su Dirección de Saneamiento Básico Rural - DISABAR. Los servicios así construidos fueron entregados a Juntas Administradoras para su administración, operación y mantenimiento.

### Años 1970: Una estructura dual
En los años 1970 las grandes ciudades (Lima, Arequipa, Trujillo) tenían sus propias Empresas de Saneamiento (responsables tanto para agua potable como para el saneamiento). En las áreas urbanas del resto del país los servicios fueron proporcionados por la Dirección General de Obras Sanitarias (DGOS) del Ministerio de Vivienda y Construcción (MVCC).

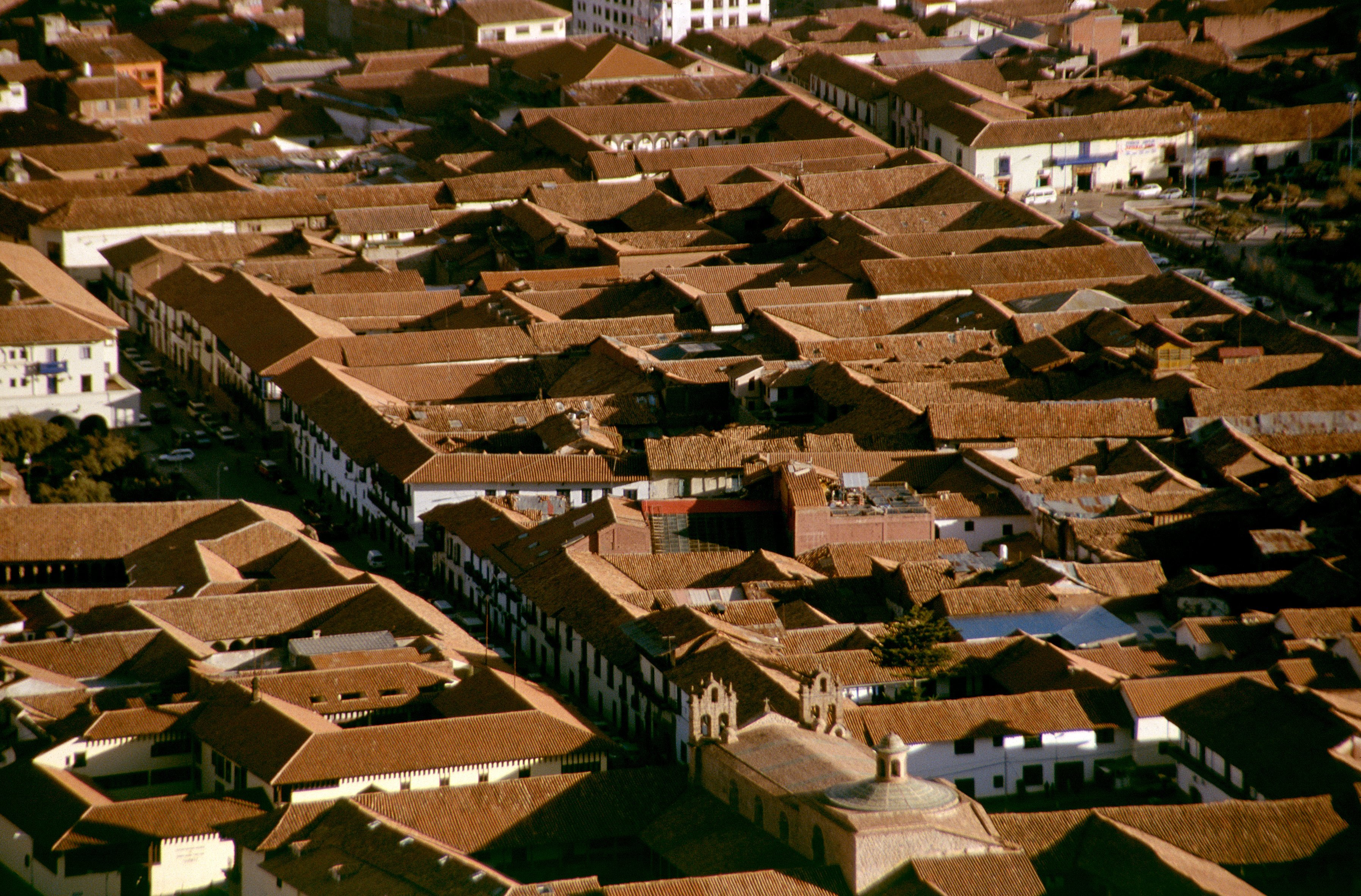
Cusco.

### Años 1980: La centralización y el SENAPA
En el año 1981 el gobierno de Fernando Belaúnde Terry fusionó las tres Empresas de Saneamiento de Lima, Arequipa y Trujillo y la DGOS en una sola empresa estatal matriz: el Servicio Nacional de Abastecimiento de Agua y Alcantarillado (SENAPA). El SENAPA estaba conformado por 15 empresas filiales y 10 unidades operativas distribuidas a lo largo del país. SEDAPAL en Lima era la más grande de estas empresas filiales estatales. Sin embargo, 200 ciudades (20%) quedaron afuera del SENAPA y administraron sus propios servicios. El Ministerio de Salud continuaba apoyar el servicio en el ámbito rural. 
El gobierno de Alan García (1985-1990) inició la "Ley de Organización y Funciones del Ministerio de Salud" de 1990 (Decreto Legislativo n.º 584) que eliminó la DISABAR, transfiriendo a los Gobiernos Regionales las funciones de equipamiento, rehabilitación y conservación de equipos, construcción de infraestructura física y saneamiento básico rural. Con el cambio del gobierno en 1990 estos cambios no se realizaron, como la regionalización del país no se hizo.

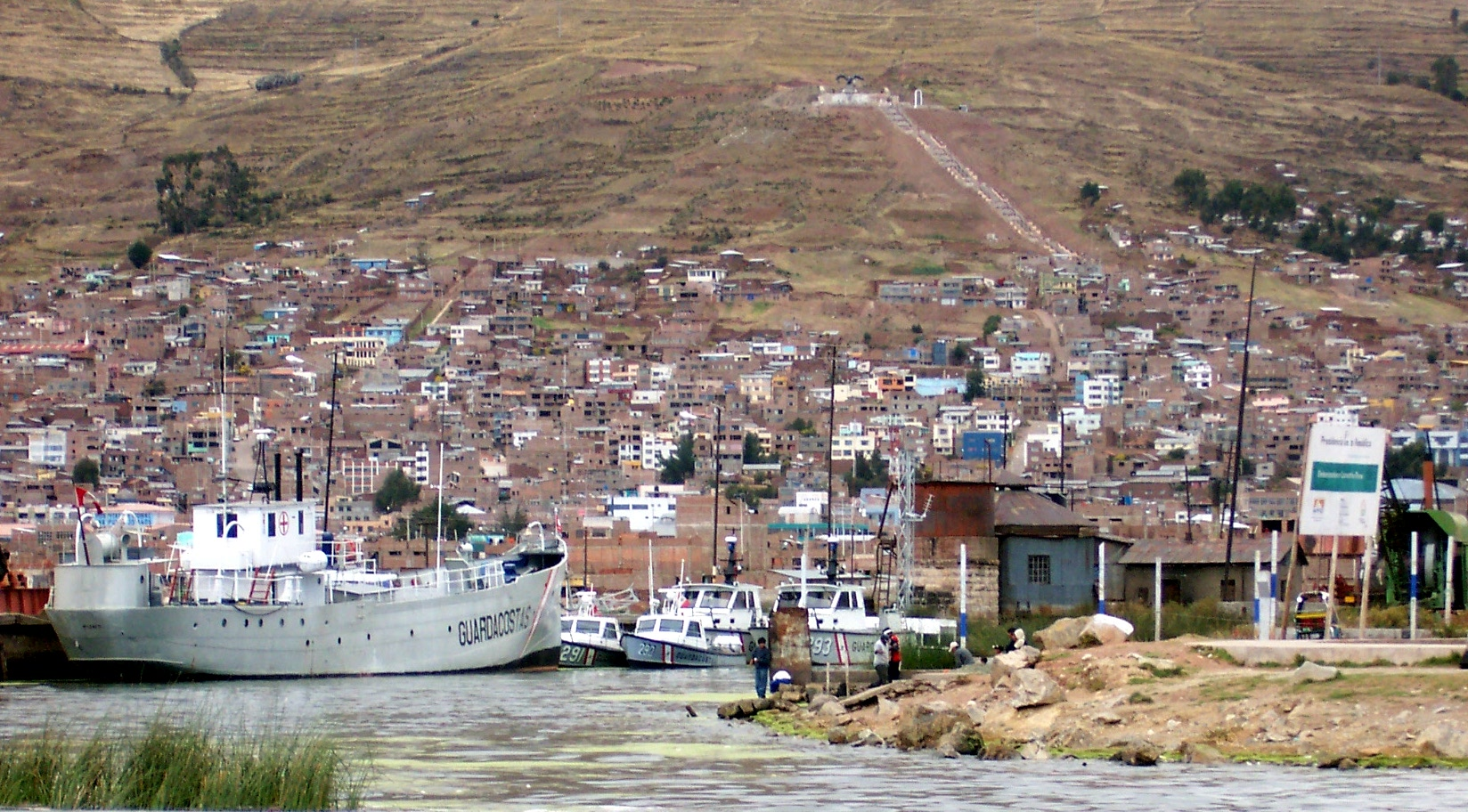
Vista de Puno.

### Los años 90: Descentralización y comercialización
En los 90s el sector de agua y saneamiento en el Perú fue nuevamente descentralizado. En mayo de 1990 el gobierno saliendo de Alan García dispone la transferencia de todas las empresas filiales y unidades operativas del SENAPA a las Municipalidades Provinciales y Distritales. La SENAPA hubiera sido convertida en una Empresa encargada sólo de brindar asistencia técnica a las municipalidades, lo que nunca ocurrió.
El gobierno de Alberto Fujimori(1990-2000) inició un nuevo reordenamiento legal e institucional del Sector con el objetivo de la comercialización y de la privatización de los prestadores de servicios. En 1991 se promulgó la Ley de la Promoción de la Inversión Privada en el Campo de Saneamiento. En 1992 se encarga al Programa Nacional de Agua Potable y Alcantarillado (PRONAP) y se transfiere el SENAPA y SEDAPAL al Ministerio de la Presidencia. En 1994 se promulga la Ley General de Servicios de Saneamiento mediante la cual se designa al Ministerio de Presidencia como el Ente Rector del Sector Saneamiento. También se ratifica el papel de los municipios asignado por la Ley Orgánica de Municipalidades, y se crea la figura jurídica de Empresa Prestadora de Servicios (EPS) para designar a las empresas municipales encargadas de administrar los servicios de agua potable y alcantarillado en el área urbana. Asimismo en 1994 se promulga la Ley General de la Superintendencia Nacional de Servicios de Saneamiento (SUNASS). En paralelo se hizo un reordenamiento tarifario con el objetivo de lograr la viabilidad financiera de las EPS. El reordenamiento tarifario consistió en una disminución de las categorías de consumo y del consumo mínimo. Según la campaña nacional por el derecho humano al agua, tenía el efecto contrario y la tarifa promedia disminuyó de US$ 0.82/m³ en 1996 a US$0.56/m³ en 1999.).
De hecho, a pesar de las expectativas del gobierno, ninguna de las empresas prestadoras de servicios se privatizaron durante el gobierno de Fujimori y todas quedaron públicas.
La Ley General de Servicios de Saneamiento establece que el Ministerio de Salud participará en políticas de saneamiento ambiental y calidad de agua, tarea que es desempeñada por la Dirección General de Salud Ambiental (DIGESA). Las actividades de capacitación y educación sanitaria, formando Juntas Administradoras de Agua Potable y supervisándolas del Ministerio de Salud se transferieron, según la ley, a las Empresas Prestadoras de Servicios de Saneamiento (EPS), empresas dedicadas al servicio de agua potable y alcantarillado en el medio urbano. Muy pocas EPS de hecho brindan este tipo de servicio a las Juntas en áreas rurales.
En la actualidad, DIGESA, además de la responsabilidad de formular políticas y dictar normas de calidad sanitaria y protección ambiental, prestaba apoyo en la formulación de proyectos y construcción de sistemas de agua potable y sistemas de disposición de excretas en el medio rural, labor que ejerce de manera coordinada con la Direcciones de Salud (DISA) existentes en cada departamento del país.

### 2001-2006: Nuevos modelos de gestión - Una reforma silenciosa?
En el año 2002, durante la administración de Alejandro Toledo (2001-2006), se creó el Ministerio de Vivienda, Construcción y Saneamiento como ente rector del sector.
En el año 2004 se inicia la ejecución del PRONASAR (Proyecto Nacional de Agua y Saneamiento Rural), ejecutado por el Ministerio de Vivienda, Construcción y Saneamiento con el apoyo del Banco Mundial. Con este programa la modalidad de intervención en los ámbitos rurales y de pequeñas ciudades cambia con relación al modo en que se venía efectuando, ya que en este se daba una mayor importancia a la ejecución de infraestructura sin considerar la sostenibilidad de los sistemas construidos.
El PRONASAR en cambio comprende, en el ámbito rural, la mejora o ampliación de sistemas existentes y la construcción de sistemas nuevos, la capacitación y formación de Juntas de Agua y Saneamiento (JASS) para la administración de los sistemas, el fortalecimiento de capacidades municipales así como educación en salud e higiene a los usuarios. En cuanto a las pequeñas ciudades, comprende la implementación de nuevos modelos de gestión de la prestación de los servicios de Agua y Saneamiento a través de operadores especializados, el fortalecimiento de capacidades municipales, la educación en salud e higiene a los usuarios y el mejoramiento, rehabilitación o ampliación de los sistemas existentes.

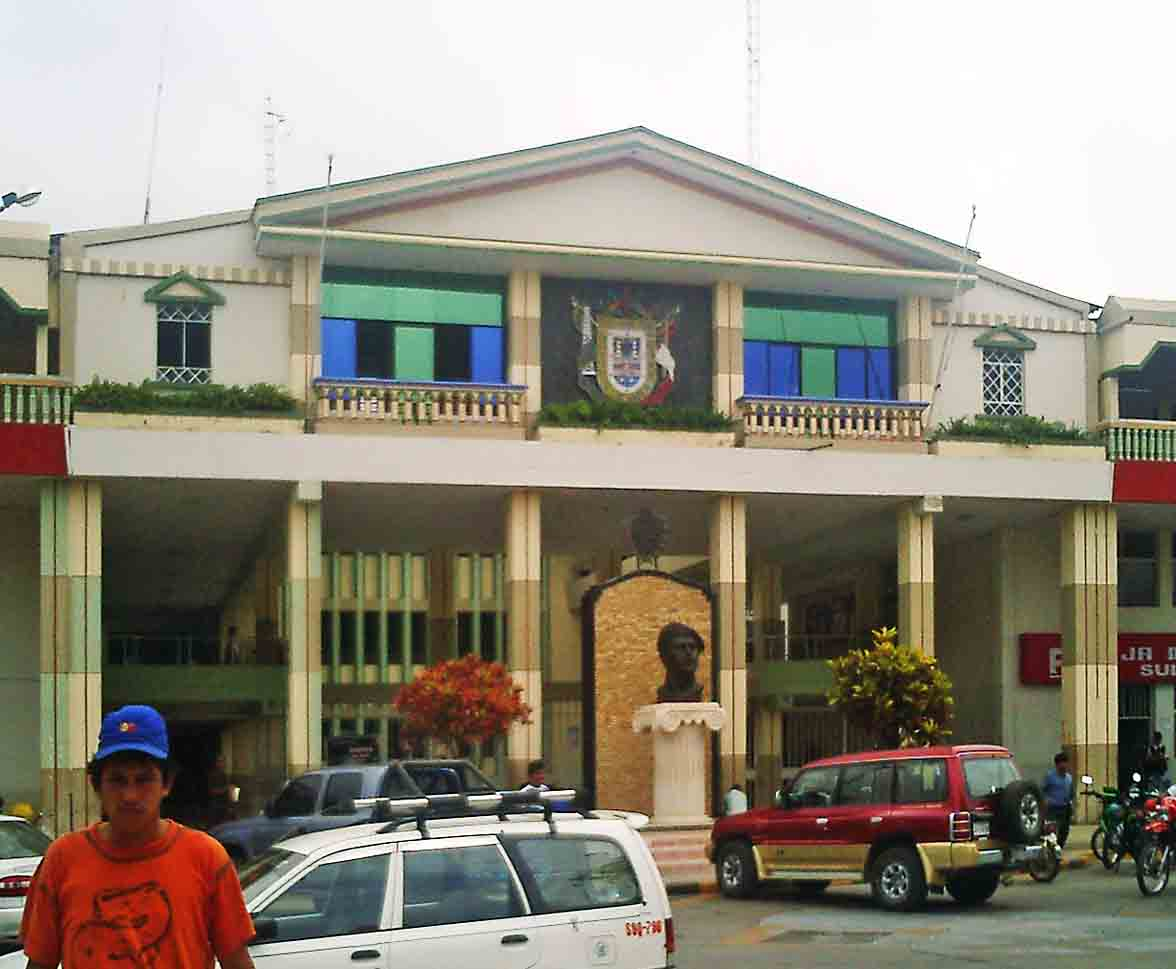
Edificio de la Municipalidad Provincial de Tumbes.

En el ámbito urbano, se ha firmado en octubre de 2005 por la primera vez en el Perú un contrato de concesión con una empresa privada en la provincia de Tumbes. La concesión de 30 años se otorgó después de una licitación abierta a un consorcio peruano-argentino, Latinaguas-Concyssa. Las inversiones bajo la concesión serán financiados con el apoyo de un préstamo y de una donación del Banco KfW de Alemania al Gobierno del Perú. Una segunda concesión está en al punta de acordarse en la región Piura (EPS GRAU) y concesiones están en proceso de preparación para cuatro otras empresas en Huancayo, la Región La Libertad, la Región Ucayali y la Región Lambayeque con financiamiento del BID, de la KfW de Alemania y del Canadá. El Programa Agua y Saneamiento del Banco Mundial ha llamado a este proceso de participación privada en el interior del país, en conjunto con el PRONASAR en áreas rurales, una "reforma silenciosa del sector".

## Actualidad

### Desde 2006: La promesa de "Agua para todos"
En septiembre de 2006 el nuevo presidente Alan García anunció un programa ambicioso de inversiones en agua y alcantarillado llamado "Agua para todos", prometiendo el acceso al agua a todos los peruanos - particularmente a los más pobres - al final de su mandato. El programa cuenta con 270 proyectos, empezando en el distrito de Carabayllo de Lima. A su inicio este programa fue criticado, entre otros, porque se está concentrando en la distribución del agua en Lima sin dar suficientemente atención a la escasez en la producción de agua y porque hace promesas que son difíciles a cumplir: "El problema es que este programa se ha lanzado con una meta elevada y sin una estrategia para alcanzarla, pero con abundancia de presentaciones públicas." El avance detallado del programa en cada departamento se puede seguir en el sitio web del Ministerio de Vivienda.
En enero de 2007, durante una visita a Colombia, el entonces ministro de Vivienda Hernán Garrido-Lecca anunció que las Empresas Públicas de Medellín cooperarán con SEDAPAL en inversiones y en la operación de sistemas de agua y alcantarillado en la zona norte de Lima. Así mismo, explicó que la empresa de agua colombiana Triple A ha mostrado su interés en participar en el proceso de operadores privados en el Perú.
En 2009 la empresa británica Biwater presentó una propuesta para la construcción de una planta de desalinización de agua del mar al gobierno de Perú, a través de la agencia ProInversión. La inversión es estimada a US$ 280 millones y es previsto que la planta abastecerá los distritos San Bartolo, Punta Negra, Punta Hermosa, Pucusana y Lurín en el sur de Lima.
En 2011 la empresa colombiana Aguas de Manizales compró la empresa Aguas de Tumbes de la parte de la empresa argentina Latinaguas.
En 2023, la ministra Hania Pérez de Cuéllar propuso hacer vía la estrategia de participación del sector privado con las entidades prestadoras de servicios de saneamiento. Sin embargo, la Superintendencia Nacional de Servicios y Saneamiento advirtió que, tras una crisis de empresas, se propuso recalcular el precio del agua.

## Ministros de Vivienda y viceministros de Saneamiento
Ministros de Vivienda
- Dra. Nidia Vílchez Yucra (desde diciembre de 2008)
- Dr. Enrique Cornejo Ramírez (diciembre de 2007 a diciembre de 2008)
- Lic. Hernán Garrido-Lecca (julio de 2006 a diciembre de 2007)

Vice-Ministros de Construcción y Saneamiento
- Ing. Guillermo Vivanco Dueñas (desde 2010)
- Ing. Guillermo León Suematsu (desde agosto de 2009)
- Ing. Fernando Laca Barrera (desde agosto de 2008)
- Jesús Vidalón (desde 2005)

## Responsabilidad para agua y saneamiento

### Política y regulación
El Ministerio de Vivienda, Construcción y Saneamiento es el ente rector del sector a través del Viceministerio de Construcción y Saneamiento (VMCS) y de la Dirección Nacional de Saneamiento(DNS). El Ministerio fórmula, aprueba, ejecuta y supervisa la aplicación de las políticas de alcance nacional en materia de agua potable y saneamiento. El Ministerio se creó el 11 de junio de 2002 bajo la Ley N.º 27779, Ley Orgánica Desde dos décadas se discuten varios anteproyectos de una Ley General de Aguas para el manejo de recursos hídricos. Sin embargo, ninguna Ley se aprobó.
El ente regulador del sector es la Superintendencia Nacional de Servicios de Saneamiento (SUNASS). Sus funciones son supervisar, regular, normar, fiscalizar, sancionar y resolver controversias y reclamos de los usuarios de acuerdo con los alcances y limitaciones establecidas en la ley. Este organismo se financia con el 1% de la facturación de las Empresas Prestadoras de Servicios. SUNASS es un organismo descentralizado adscrito a la Presidencia del Consejo de Ministros, con personería de derecho público interno y con autonomía administrativa, funcional, técnica, económica y financiera

### Provisión de servicios

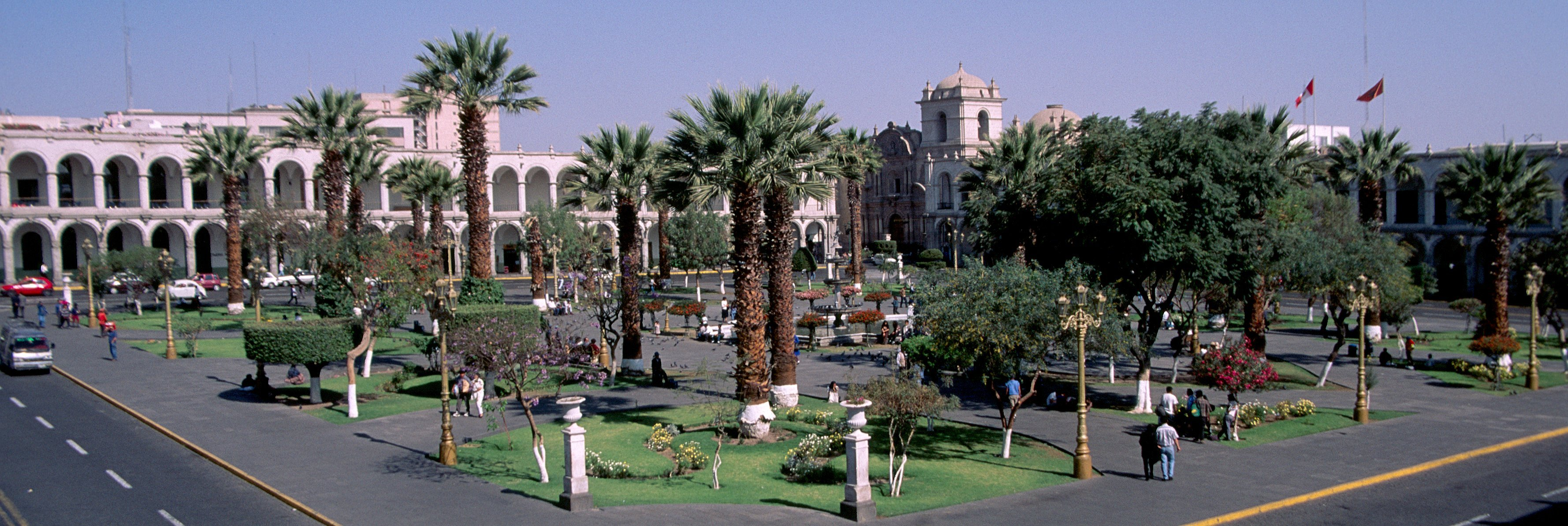
Arequipa.

La Constitución de 1993 establece la responsabilidad de las municipalidades en la prestación de los servicios públicos. La Ley Orgánica de Municipalidades (Ley N.º 27972) señala que es función de las municipalidades provinciales administrar y reglamentar, directamente o por concesión, el servicio de agua potable, alcantarillado y desagüe. El Perú tiene 194 municipalidades provinciales (provincias). De hecho el país tiene prestadores de servicios formales e informales.

#### Prestadores formales

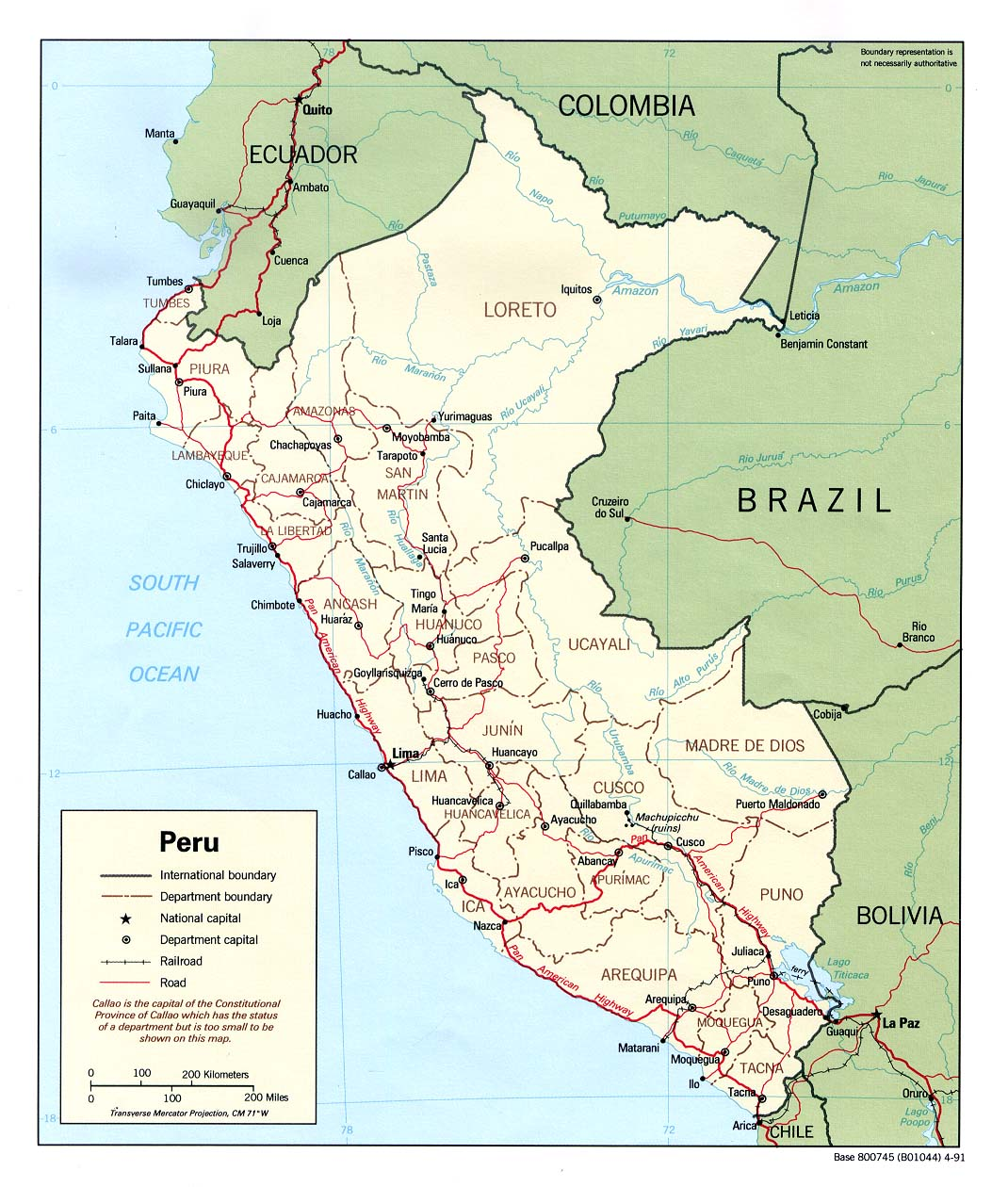
Fuente: CIA World Factbook.

Los prestadores de servicios formales en el país son:
- la empresa Servicio de Agua Potable y Alcantarillado de Lima (SEDAPAL)
- 49 Empresas Prestadoras de Servicios Municipales (EPS) en otras ciudades (la SEDAPAL y las EPS tienen bajo su jurisdicción al 62% de la población total del país); y
- Municipalidades pequeñas (490) que albergan al 9% de la población total.[36]

Solamente una parte de la población bajo la jurisdicción de estos prestadores formales está servido por los mismos. Otra parte está servido por prestadores informales o no tiene servicio.
Los cambios de autoridades municipales generan modificaciones en los cuadros directivos de las EPS o Administraciones Municipales, incluso en una misma gestión municipal. En 1999 se estimaba que en promedio las EPS cambian de Gerente General cada 17 meses. Eso es a pesar del hecho que la mayoría de las EPS son conformadas por varios municipios provinciales, lo que en teoría debería disminuir la influencia de cada alcalde y reducir la injerencia política en la gestión de las empresas.
Casi todos los prestadores de servicios formales del país quedan débiles en aspectos financieros, institucionales y de recursos humanos, a pesar de los esfuerzos por fortalecerlos.

#### Pequeños prestadores comunitarios y privados
Existen en el país alrededor de 11,800 Organizaciones Comunales - Juntas Administradoras de Servicios de Saneamiento (JASS) - que tienen bajo su responsabilidad al 29% de la población, principalmente asentada en el ámbito rural. En el ámbito urbano existen también operadores de camiones citerna y pozos privados que alimenten pequeñas redes de distribución. Se ha estimado que al menos unos 3 millones de personas en el ámbito urbano reciben servicios de pequeños prestadores. Son atendidas en proporciones aproximadamente iguales por
- camiones cisterna
- Juntas Administradoras
- Pozos privados o
- se autoabastecen.[38]

Según un estudio del Programa de Agua y Saneamiento del Banco Mundial, los pequeños prestadores han sabido responder exitosamente a una demanda no satisfecha de los estratos más pobres. También han demostrado un nivel de desempeño y una eficiencia y sostenibilidad a la par o mejor que las empresas prestadores de servicios. Según una encuesta en 14 localidades en 2007, las comunidades servidos por pequeños prestadores de servicios consideran que están recibiendo un buen servicio. El 90% dice estar contento con la cantidad de agua, 80% con la calidad y más de la mitad considera que el precio es justo.

### Apoyo a organizaciones comunitarias
Una función clave en el sector de agua y saneamiento a la que frecuentemente no se le da la importancia que merece, es el apoyo a organizaciones comunitarias que proveen servicios, principalmente las Juntas Administradoras de Servicios de Saneamiento (JASS) en áreas rurales. Esta función puede ser asignada a municipalidades, EPS, gobiernos regionales o Ministerios a través de sus filiales departamentales. Considerando las municipalidades, la OMS observó en 2000 que "la participación de las municipalidades en la atención de los servicios rurales era insuficiente, presentando distintos niveles, desde su exclusión, hasta el apoyo en la preparación del expediente técnico y una completa integración en los procesos de planificación, financiamiento y supervisión de la construcción". Las EPS no tienen ni la capacidad financiera, ni incentivos para apoyar a organizaciones comunitarias. Considerando los Gobiernos Regionales, tienen entre sus funciones la de apoyar técnica y financieramente a los gobiernos locales en la prestación de servicios de saneamiento (véase Regionalización del Perú). Las 24 Direcciones Regionales del Ministerio de Vivienda, Construcción y Saneamiento - una en cada departamento - les apoyan en este papel.
En las 90s muchas inversiones en áreas rurales se hicieron sin verificar la demanda de las comunidades y sin contribución comunitaria en la ejeucción de las obras. El resultado fueron sistemas sobrediseñados que las comunidades no mantuvieron, y entonces una pérdida de fondos públicos. Desde 2002 el Proyecto Nacional de Sanaemiento Rural (PRONASAR) apoya a las JASS directamente y a través de ONG y los municipios así como en la implementación de modelos de gestión - Operadores Especializados del Servicio de Agua Potable y Saneamiento - en las pequeñas y medianas localidades del país.

### Otras funciones
Asimismo, participan en el sector el Ministerio de Salud (MINSA), a través de la Dirección General de Salud Ambiental (DIGESA) y la Dirección Ejecutiva de Saneamiento Básico (DESAB), entidades que ejercen funciones en los aspectos sanitarios de la calidad del agua para consumo humano y la protección del ambiente para la salud.
Otras instituciones que actúan y participan en el sector son el Ministerio de Economía y Finanzas (MEF), que tiene injerencia específica en los aspectos de planificación económica sectorial y normativa relacionada con las finanzas; las Organizaciones No Gubernamentales (ONG) y el sector privado, entre otras.
El Fondo Cooperación para el Desarrollo Social (FONCODES), un Fondo Social creado en 1991 bajo el nombre de Fondo Nacional de Compensación y Desarrollo Social, canaliza recursos para inversiones en áreas rurales y urbanas marginales en varios sectores, incluyenod agua potable y saneamiento. En el marco del proceso de descentralización del Estado, desde octubre de 2003, FONCODES transfiere recursos a los municipios distritales verificados para proyectos de infraestructura social, les brinda asistencia técnica y contribuye a mejorar capacidades para el manejo responsable de la inversión social. El FONCODES actualmente depende del Ministerio de Desarrollo e Inclusión Social (MIDIS). Desde el inicio del PRONASAR el FONCODES se está retirando de actividades en agua y saneamiento en áreas rurales.
Unos 46 empresas prestadores de servicios se han organizados en la Asociación Nacional de Entidades Prestadores de Servicio de Saneamiento del Perú (ANEPPSA) para "promover la excelencia en la gestión de servicios de saneamiento" a través de capacitación e intercambio de experiencias.

## Eficiencia
Se estima que el 42% del agua producida no era contabilizada en 2007 por causa de pérdidas físicas y comerciales, lo que es cerca del promedio en América Latina (40%). Este coeficiente no ha cambiado mucho durante los 10 últimos años (39% en 1995 y 46% en 2001). Los niveles los más altos se encontraban en la Provincia de Marañón y Yauli (más de 70%). Algunas empresas tenían niveles de agua no contabilizada de menos de 10%, pero estos valores no parecen fiables dado el bajo nivel de medición. SEDAPAL tenía un nivel de 38% en 2007.
En lo que en la productividad laboral, el número de empleados para cada 1000 conexiones es bajo comparado a otros países de la región con solamente 3 empleados para 1000 conexiones en 2007, comparado a 3.8 en 1996. Este valor varía entre menos de 1 a más de 6 según la empresa. En total, las EPS tenían 8,000 empleados en 2007.
Según un estudio scientifico de comparación (Benchmarking) de la eficiencia de empresas prestadores de servicios de agua en el Perú con datos de las 90s, factores que no son bajo el control de las empresas (como la ubicación geográfica y el padrón de asentamiento) y factores como la injerencia política y la cultura de gerencia de las empresas influyeron de manera significativa la eficiencia de las empresas.

## Aspectos económicos
Las tarifas de agua en el Perú varían según el lugar. En áreas urbanas en promedio una factura de agua llegó a 46 Sol (US$ 15.30) por mes en 2007 para un consumo de 20 m³ para usuarios medidos, mientras que en áreas rurales la factura muchas veces es de menos de 3 Sol por mes (US$ 0.50) sin medición del consumo. No todo lo que se factura se cobra. Como consecuencia de bajas tarifas y la cobranza baja, en el año 2005 solo 5% de las Empresas Prestadores de Servicios y de los municipios contaban con la capacidad financiera para desempeñar su función. El resto se encuentra financieramente quebrado. Los pobres (decil más pobre de la población) que tienen acceso al servicio gastaban 2.4% en áreas urbanos y 1.7% en áreas rurales para el servicio de agua en 1999. Sin embargo, los pobres que no cuentan con servicio en áreas urbanos pagan mucho más para agua en carro-cisternas. 
Las Empresas Prestadores de Servicios dependen de recursos estatales para financiar sus inversiones. El nivel de inversiones en el sector ha bajado al principio del nuevo milenio.

### Áreas urbanas
Tarifas Las tarifas de agua en el Perú eran en promedio Sol 1.53/m³ (US$ 0.51/m³) en áreas urbanas en 2007. Las tarifas promedios urbanas aumentaban de Sol 1.04/m³ en 1997 (US$ 0.40/m³ con la tasa de cambio de 1997) a Sol 1.45/m³ en 2000 (US$ 0.42/m³), disiminuyeron en términos reales después, pero aumentaron de nuevo desde 2005. Cada prestador tiene sus tarifas propias, con diferencias importantes entre localidades, desde Sol 0.34/m³ en Calca (US$ 0.11/m³)y Sol 2.46/m³ en Ilo (US$ 0.82/m³) en 2007. Caba señalar que muchos usuarios en áreas urbanas que no tienen acesso al agua entubada pagan precios mucho más altos - hasta Sol 14/m³ - por el agua de carro-citernas. 
En 2005 el gobierno decidió de aplicar un nuevo modelo de regulación tarifaria. El gobierno ha contratado a estudios para la elaboración de este modelo con el apoyo del Public-Private Infrastructure Advisory Facility (PPIAF), un fondo fiduciario del Banco mundial, y después del BID.
Recuperación de costos En 2007 los ingresos operacionales de las empresas de agua eran de 1,286 millones Soles, comparado a costos operativos totales de 1,133 millones. SEDAPAL tenía un superávit de 175 millones, mientras que los EPS tenían un déficit agregado de 22 millones. La morosidad promedia disminuyó de 4,14 meses en 2000 a 2,22 meses en 2007. A pesar de estos avances, en el año 2005 solo 5% de las EPS y de los municipios contaban con la capacidad financiera para desempeñar su función. El resto se encuentra financieramente quebrado.

### Áreas rurales
En áreas rurales las Juntas aplican tarifas fijas mensuales independiente del uso, como el uso de medidores no es común en estas áreas. La tarifa está estimada al equivalente de US$ 0.50 por mes lo que no es suficiente para la operación y el mantenimiento de los sistemas.

### Capacidad de pago
En promedio los hogares peruanos gastaban en 1997 1.8% de sus gastos para agua, incluyendo agua comprada de carro-tanques, pero sin gastos en saneamiento. En áreas urbanas se gastaban 1.9% de los gastos para agua y en áreas rurales solamente 0.8%. Los más pobres (primer decil) gastaban 2.4% en áreas urbanas y 1.7% en áreas rurales.

### Pago por servicios ambientales
Algunas comunidades con sistemas de agua potable pagan por servicios ambientales (protección de la cuenca donde se encuentral la fuente de agua) a los habitantes en la parte alta de la cuenca. La primera experiencia de este tipo se realizó en Moyobamba, con el apoyo de la GTZ.

### Nivel de inversiones
El nivel de inversiones en el sector ha aumentado muchísimo en los noventa y ha bajado al principio del nuevo milenio. Bajo el Plan Nacional de Saneamiento se ha planteado incrementar las inversiones de nuevo.
Como se puede observar en el diagrama, las inversiones han alcanzado un punto máximo en 1997, cuando se gastaron US$ 422 millones para después disminuir a US$ 106 millones en 2004 y US$ 190 millones en 2005. La inversión total entre 1990 y 2005 fue de US$ 43,3 mil millones, resultando en un promedio anual de US$ 205 millones.
Específicamente, en el período 1990 a 1998 se ha invertido un promedio de US$ 229 millones anuales para obras de infraestructura de agua y saneamiento, equivalente a 0.5% del PIB. En este periodo las inversiones en el sector tuvieron un incremento de 1,1 US$/hab en 1990 a 15 US$/hab en 1998. En el periodo 2000-2005 se han invertido en el Sector US$ 833 millones (US$ 166.6 millones anuales).
En 2006 se invirtieron 425 millones Soles (US$125 millones) bajo programas del Ministerio de Vivienda.

## Planificación y ejecucíon de inversiones
Todas las inversiones públicas en el Perú deben planificarse a través del Sistema Nacional de Inversión Pública (SNIP), con el objetivo de eliminar proyectos malos y de financiar solamente proyecto buenos. El sistema ha sido introducido, porque "en épocas pasadas, la Inversión Pública se desarrolló sin verificar su rentabilidad social, su consistencia con las políticas sectoriales y su sostenibilidad." Por ejemplo, el gobierno estimó en 2008 que el 75% de las inversiones en el saneamiento rural de las 90s requiere rehabilitación en 2008.
Entre las herramientas de planificación del SNIP existen el Plan Nacional de Saneamiento 2006-2015, así que Planes Regionales, Provinciales y Distritales de Saneamiento. Existen también Planes Regionales Multisectoriales. Según el Ministerio de Economía y Finanzas, para el periodo 2004-2008 más de 10,000 proyectos de agua potable y saneamiento con un nivel de inversión de 10,520 millones de Soles se han confirmado como viable en el marco del SNIS. Según el Ministerio de Vivienda, las EPS, las municipalidades y las JASS que solicitan fondos para inversiones deben cumplir con ciertos requisitos de elegibilidad y con criterios de prioridad. Entre los criterios de prioridad son la eficiencia económica, la sostenibilidad y la equidad. Cada criterio de prioridad tiene una ponderación: Por ejemplo, para una EPS se asigna 50% a la eficiencia económica, 30% a la sostenibilidad y 20% a la equidad. En el ámbito rural se asigna más peso a la equidad (35%) y menos a la sostenibilidad (15%). En zonas de tratamiento especial se asigna ya más peso a la equidad (45%) y menor peso a la eficiencia económica (40% en vez de 50%). Las zonas de tratamiento especial incluyen las zonas fronteras y el Valle de los Ríos Apurímac y Ene, en el marco de la Estrategia Nacional Crecer.
Según una encuesta en 2008, existe una fuerte demanda para capacitación en la presentación de proyectos de agua y saneamiento de acuerdo al SNIP al nivel de EPS, gobiernos regionales y municipios. El gobierno ha creado un Sistema de Fortalecimiento de Capacidades para el Subsector Saneamiento para dar respuesta a esta demanda y a otras demandas de capacitación.

### Programas de inversiones
En 2008, adicionalmente a las inversiones que se destinan a SEDAPAL, el Ministerio de Vivienda tenía tres programas de inversión como parte del Programa Agua para todos:
- Shock de Inversiones
- El Programa Nacional de Agua y Saneamiento Rural (PRONASAR)
- El Programa de apoyo a la reforma del sector de saneamiento (PARSSA)

Shock de Inversiones Entre los años 2006 y 2008 este programa ha ejecutado 799 proyectos con una inversión de 680 millones Soles, beneficiando a 1,24 millones de personas. Sólo en 2007 se han invertido 367 millones Soles (US$122 million), financiados con recursos nacionales.
PRONASAR Programa Nacional de Agua y Saneamiento Rural (PRONASAR) tiene como objetivo mejorar las condiciones de vida de la población rural del país, disminuyendo la incidencia de enfermedades diarréicas a través de la implementación y el mejoramiento de la calidad de los servicios de agua y saneamiento, la adopción de mejores prácticas de higiene por parte de la población, el fortalecimiento de las capacidades de la Municipalidad y otras organizaciones responsables de la sostenibilidad. El programa es parcialmente financiado con un préstamo del Banco Mundial. En 2007 se han invertido 37 millones Soles (US$12 million).
El Programa de apoyo a la reforma del sector de saneamiento (PARSSA) El PARSSA contribuye con los sectores de menores ingresos a contar con servicios de agua y saneamiento básico. El programa promueve la participación del sector privado y la eficiencia en la prestación de los servicios y las inversiones del subsector saneamiento. Ha financiado inversiones de 350 millones Soles entre 2001 y 2005, financiado por parte de préstamos externos (130 millones), donaciones externas (29 millones) y recursos nacionales. El financiamiento externo es principalmente del Gobierno de Japón. En 2007 se han invertido 56 millones Soles (US$19 million).

### Financiamiento
En el periodo 2000-2005 las inversiones se han ejecutado por las instituciones y los programas siguientes:
| Programa   | Porcentaje de inversiones |
| ---------- | ------------------------- |
| SEDAPAL    | 45%                       |
| EPS        | 10%                       |
| Municipios | 7%                        |
| PARSSA     | 14%                       |
| FONCODES   | 7%                        |
| MESIAS     | 12%                       |
| Otros      | 5%                        |
| Total      | 100%                      |

EPS - Empresas Prestadores de Servicios Municipales

PARSSA - un programa para las ciudades de las provincias

FONCODES - Fondo Cooperación para el Desarrollo Social

MESIAS - Proyecto Mejoramiento del Sistema de Alcantarillado de la Zona Sur de Lima Metropolitana
Las empresas prestadores de servicios dependen de recursos estatales para financiar sus inversiones. En teoría, el análisis y aprobación de esas asignaciones de fondos se hace a través del Sistema Nacional de Inversión Pública. Sin embargo, los fondos y subsidios asignados no están enalzados en forma transparente con objetivos cuantificados, ni se explícita quienes deben recibir los subsidios y en qué monto, lo que hace difícil monitorear, medir y aumentar la eficiencia de los recursos públicos en el sector.

## Cooperación externa

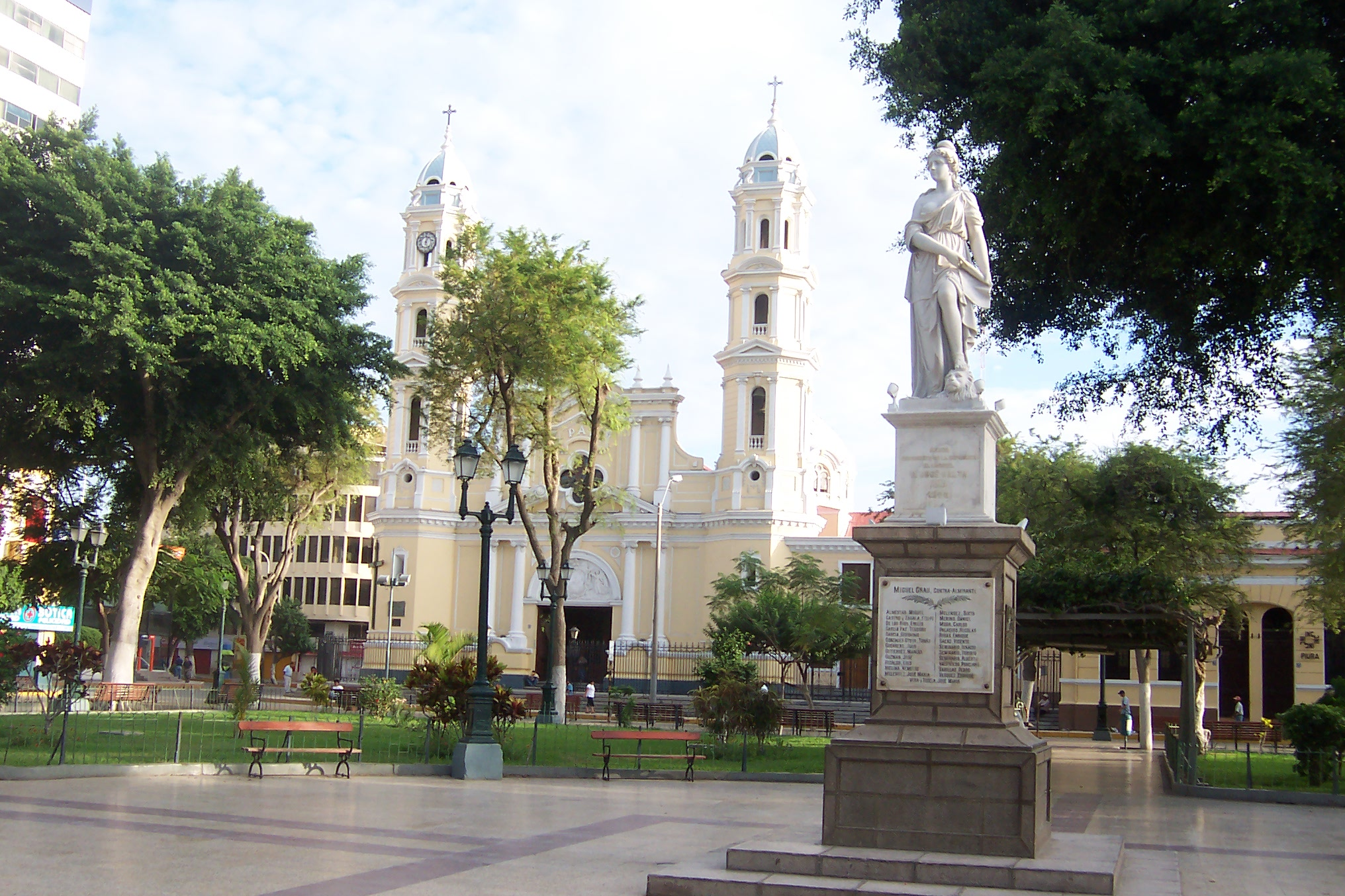
Plaza de Armas en Piura.

Los Organismos Multilaterales de Crédito, (Banco Mundial, Banco Interamericano de Desarrollo y Corporación Andina de Fomento) y las Agencias de Cooperación Internacional (KfW y GTZ de Alemania, CIDA de Canadá, JBIC del Japón y otros) tienen un papel importante en el financiamiento de las inversiones y en la asistencia técnica para lograr una mejor sostenibilidad y eficiencia de los servicios en el sector de saneamiento en el Perú.
El Banco Mundial está apoyando a las áreas rurales y a las pequeñas ciudades de menos de 30 000 habitantes a través del PRONASAR. El KfW, el BID y el JBIC apoyan a las EPS en ciudades medianas. La CAF, el Banco Mundial y el JBIC apoyan al SEDAPAL en Lima y Callao.
También trabajan muchas ONG en el Perú. Por ejemplo, CARITAS del Perú trabaja en saneamiento en rural en todo el país (costa, sierra y selva) en comunidades con poblaciones menores a 200 habitantes y de extrema pobreza e indígenas de selva.
Otro ejemplo es la Asociación Servicios Educativos Rurales que trabaja con poblaciones rurales en Ayacucho, Puno, Cajamarca y en Lima en áreas periurbanas en agua y saneamiento con un enfoque integral, en asociación con los municipios.